# Ламеллярный доспех

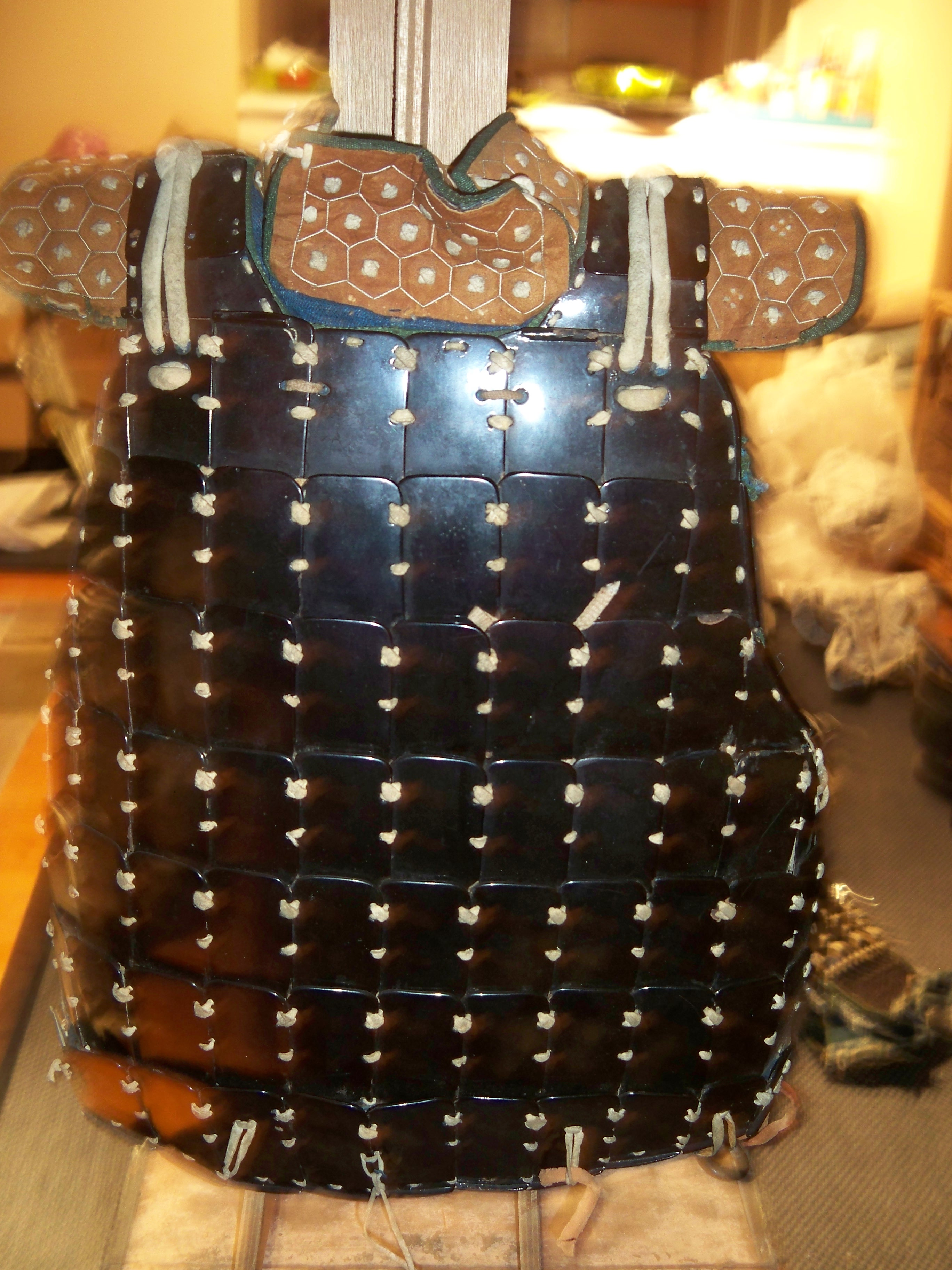
Самурайский ламеллярный доспех

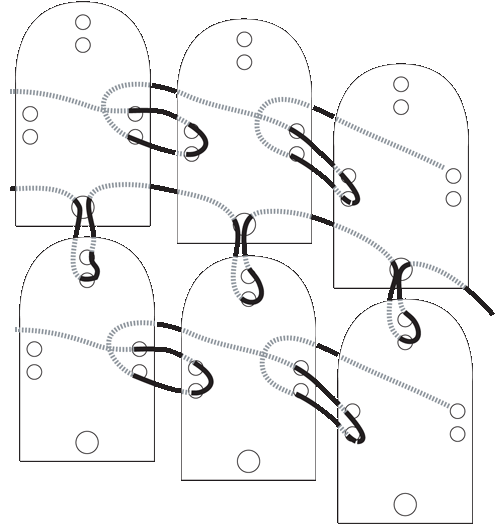
Пример того, как ламеллярный доспех скрепляется вместе шнурком

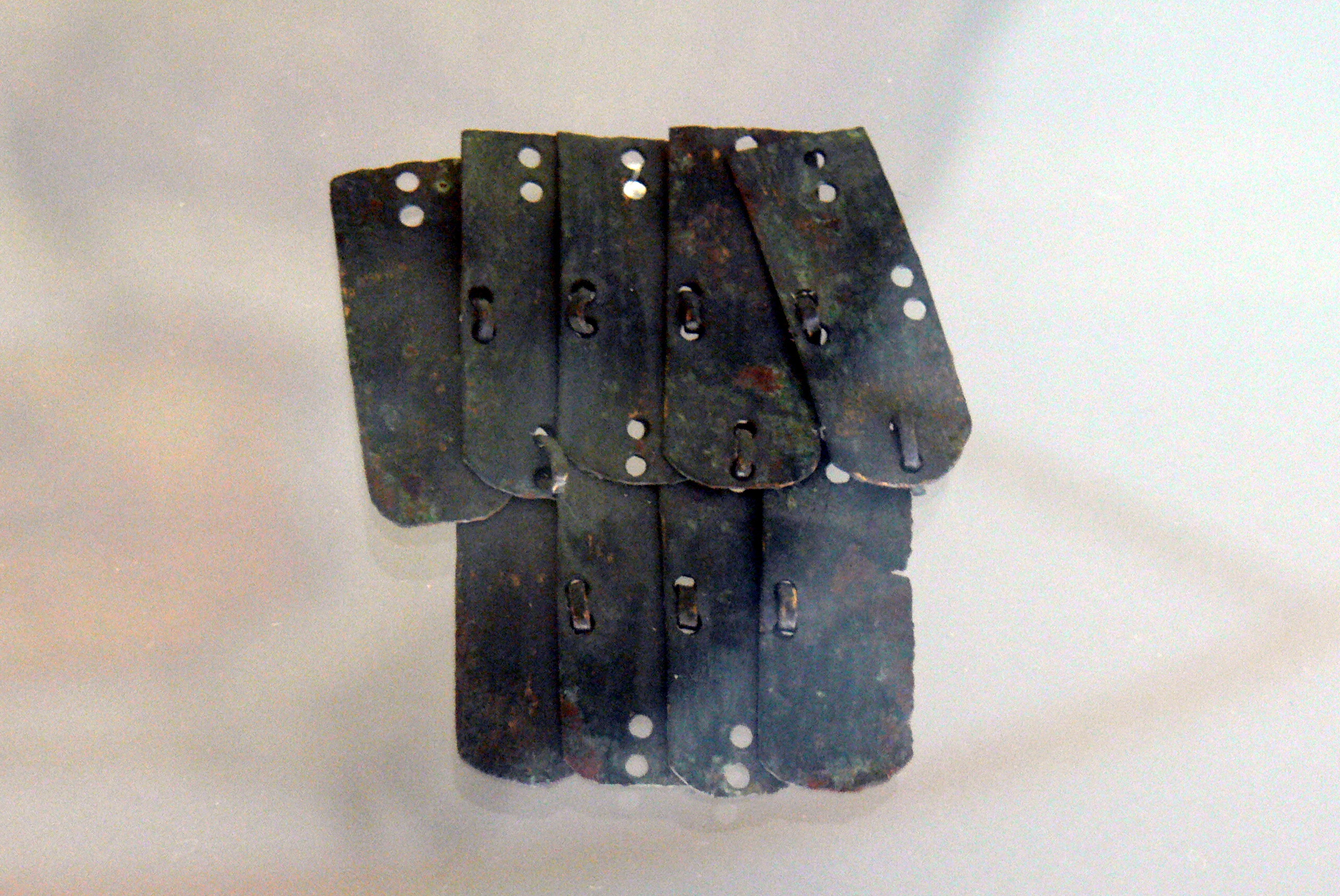
Римский ламелляр

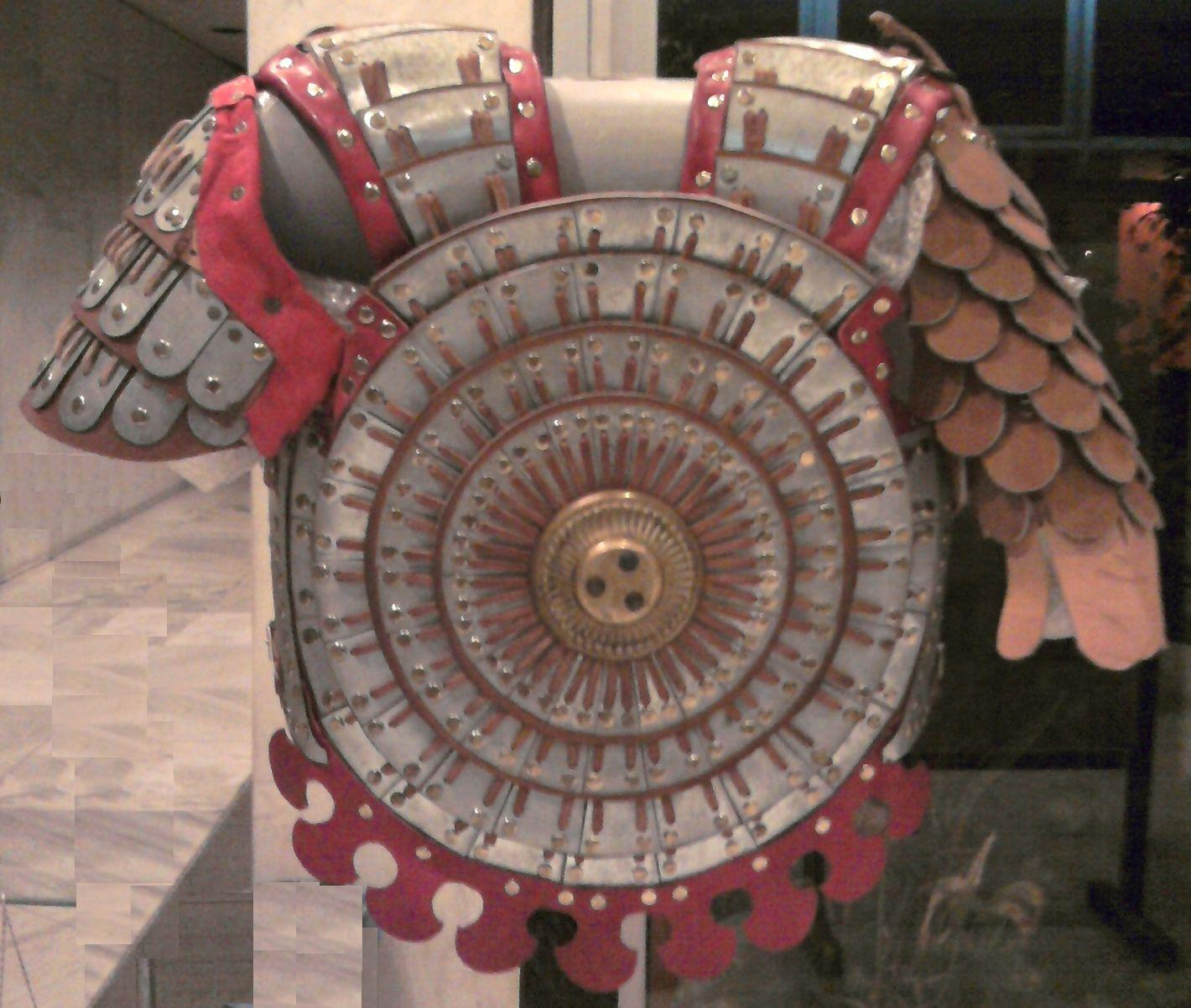
Византийский кливанион (Κλιβάνιον) — прототип зерцального доспеха

Ламеллярный доспех (от лат. lamella — пластинка, чешуйка) — общее название доспехов из сплетённых между собой шнуром пластин, пластинчатых доспехов.
Ламелляр обычно существовал либо в виде корсета-кирасы, часто с длинным подолом, играющим роль набедренников, либо в форме ламеллярного халата длиной до колен, с разрезами спереди и сзади; в обоих случаях он как правило дополнялся оплечьями в виде листов ламеллярного полотна, иногда — защитой шеи и паха. Размер пластин ламелляра мог быть самым различным, от очень мелких, полотно из которых по подвижности приближалось к кольчатому, и до крупных, длиной почти с ладонь взрослого человека, которые составляли сравнительно малоподвижный, но крепкий доспех.
Специфические формы ламеллярного доспеха, происходящие от общей для всего Дальнего Востока конструкции, представляли собой классические самурайские доспехи — в отличие от более поздних самурайских доспехов, среди которых часто встречалась как ламинарная, так и шинная конструкция элементов.
Через посредство народов Великой Степи ламеллярная конструкция доспеха проникла также в Киевскую Русь и Византию. Раскопки гомельской доспешной мастерской, обнаруженной в 1987 году, помогли идентифицировать более 600 доспешных пластин, большинство из которых, по версии археологов, связывались именно в ламеллярный доспех. Были найдены заготовки пластин, а кроме того — несколько бракованных, треснувших при пробивании в них отверстий для шнуровки. На сегодня Гомельская мастерская — крупнейший из известных сборочных цехов Средневековой Руси. Она была уничтожена пожаром во время монгольского погрома в городе в 1239 году. Отдельные находки пластин, которые могут быть идентифицированы как принадлежащие ламелляру, имеются и в археологической летописи Западной Европы. Например, один из воинов, погибших в битве при Висбю, носил короткий ламеллярный панцирь кроя корсет-кираса.
На данный момент нет научного подтверждения гипотезе о существовании за пределами Японии ламеллярной брони из нескольких слоёв проклеенной кожи, которая, по некоторым версиям, носилась малообеспеченными воинами на Руси и в Скандинавии. Как учит история, профессиональные воины (главные потребители профессионального снаряжения) всегда были обеспеченной социальной прослойкой. Имея сырьё в виде листов кожи, нет никакого практического смысла делать трудоёмкую работу по вырезанию из них отдельных пластин, — гораздо проще собрать из крупных полос того же материала ламинарный доспех.
- в Японии металлические пластины обязательно обклеивали кожей и покрывали лаком (во избежание коррозии во влажном климате).
- в Сибири и Америке существовали ламелляры из костяных (включая китовый ус, рога оленя и клыки моржа) и даже деревянных пластин, предназначенные для защиты от стрел с костяными наконечниками, которые носились теми, кто не мог себе позволить ламелляр из металлических пластин.

Также ламеллярные доспехи, судя по археологическим находкам, использовались в Древнем Риме, но у них пластины были соединены металлическими скобками, а не шнуром.